# Felix Ghlonti

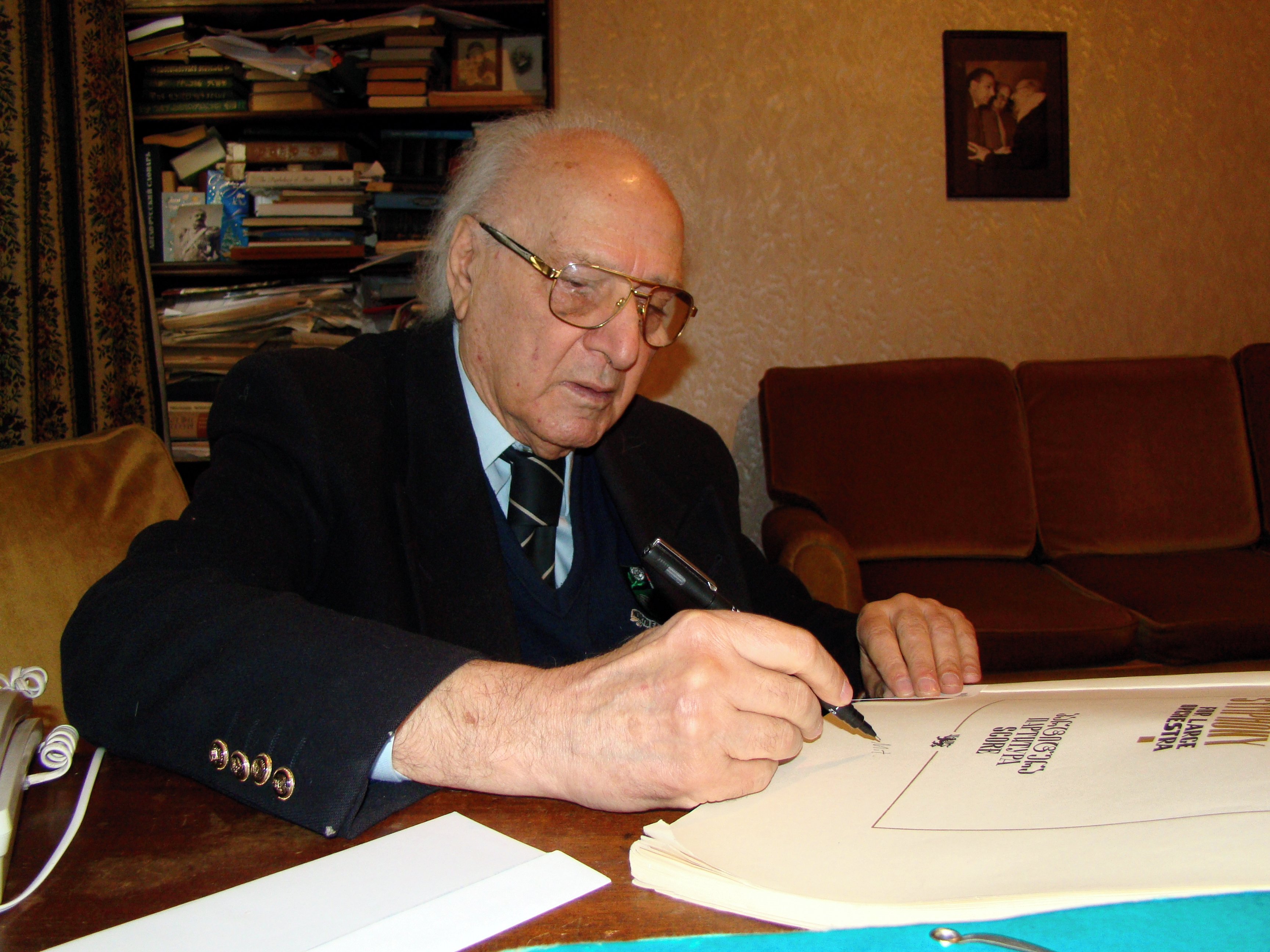
Felix Ghlonti (2009)

Feliks Ghlonti (georgisch ფელიქს ღლონტი; * 9. November 1927 in Batumi, Adscharen-ASSR, Georgische SSR, UdSSR; † 26. August 2012 in Tbilissi, Georgien) war ein georgischer Komponist.

## Leben
Er studierte von 1949 bis 1954 am Leningrader Konservatorium. 1978 nahm er eine Lehrtätigkeit am Konservatorium Tiflis im Fach Komposition auf, die er ab 1988 als Dozent und ab 1997 als Professor fortsetzte.

## Leistungen
Ghlonti erhielt zahlreiche Auszeichnungen, darunter von der Georgischen SSR die eines „Verdienten Künstlers“ (1979), des „Volkskünstlers“ (1988) und von der Republik Georgien den „Staatspreis“ (1992).
Er war bis zu seinem Tode Mitglied im Vorstand des Georgischen Komponistenverbandes.
Ghlonti war verheiratet und hat Kinder.

## Werke
- Kammermusik
  - Streichquartett Nr. 1 (1953)
  - Zwei Romanzen (1959) für Stimme und Klavier, Text: Ilia Chavchavadze und Nikoloz Baratashvili
  - Streichquartett Nr. 2 (1965)
  - Zehn choreografische Radierungen (1967) für Klavier
  - Musik für Streichinstrumente (1987)
  - Duett für Klavier und Gitarre (1995)
  - Nocturne für Gitarre (1995)
- Sinfonien
  - Sinfonie Nr. 1 (1961)
  - Sinfonie Nr. 2 (1966)
  - Sinfonie Nr. 3 (1969)
  - Sinfonie Nr. 4 (1971)
  - Sinfonie Nr. 5 (1974)
  - Romantische Sinfonie (Revision der Symphonie #1, 1974)
  - Sinfonie Nr. 6 Vita nova (1974), Text: Dante
  - Sinfonie Nr. 7 Fiat lux (1981)
  - Sinfonie Nr. 8 Symphonische Gruppen, deren Invarianten und Repräsentationen (1982)
  - Sinfonie Nr. 9 für elektrisches Klavier und Orchester (1983)
  - Sinfonie Nr. 10 (1984)
  - Sinfonie Nr. 11 Mundus apertus (1987)
  - Sinfonie Nr. 12 Liturgische Sinfonie (1989) für Chor, Sopran- und Bariton-Solisten und Orchester, Text auf der Grundlage von Gedichten des Königs Dawit Agmashenebeli
- Konzerte und andere Orchesterwerke
  - Klavierkonzert Nr. 1 (1954)
  - Bedi Kartlisa – "Das Schicksal Georgiens" – (1957), Sinfonische Dichtung
  - Concerto für Harfe und Orchester (1976)
  - Symphonische Meditationen über ein Thema von Francesco Petrarca (1977) Konzertsinfonie für Violoncello und Orchester
  - Galaktion (1980), Heroisches Oratorium in 6 Teilen, Text: Galaktion Tabidse
  - Klavierkonzert Nr. 2 (1981)
  - Symphonia concertante für Violine und Orchester (1986)
  - Wanderjahre für Klavier und Orchester (1990)
  - Marienbadische Elegie – Metamorphosen des Lebens (1990) Sinfonia concertante für Violoncello und Orchester
  - Sinfonische Isomorphosen über Goethes Themen (1999) für Klavier und Orchester
  - Requiem für I. Chavchavadze (2003) für Solisten, Chor und Orchester
  - Wiedervereinigung (2005) Konzert-Sinfonie für Klavier und Großes Orchester
- Bühnenwerke
  - Die Dämmerung (1967) Ballett in 2 Akten, premiered (UA: 29. Oktober 1967)
  - Die Iberer (1970), Oper in 4 Akten; Libretto: Giorgi Leonidse (unaufgeführt)
  - Cleopatra (1976), Oper in 4 Akten; Libretto: vom Komponisten nach dem gleichnamigen Drama von Shakespeare (unaufgeführt)
- Filmmusik
  - Burti da moedani – "Ball und Platz" (1961); Regisseur: Guguli Mgeladze
  - Alaverdoba (1962); Regisseur: Giorgi Schengelaia
  - Tetri kalishvili – "Weißes Mädchen" (1962); Regisseur: Leila Gordeladze
  - Jildo – "Preis" (1965); Regisseur: Giorgi Shengelaia
  - Me vkhedav mzes – "Ich sehe die Sonne" (1965) Lana Ghoghoberidze